# Нинбо
Нинбо е град в провинция Джъдзян, Китай. Намира се на крайбрежието на Източнокитайско море и е важно пристанище на страната. Населението му в градската част е 3 089 180 жители (2010 г.), а в по-големия район около града живеят 7 605 689 жители (2010 г.). Намира се в часова зона UTC+8 на 150 м н.в. на 220 км южно от Шанхай. Пощенският му код е 315000, а телефонния 574.